# 도라노몬힐스역
도라노몬 힐스역(일본어: 虎ノ門ヒルズ駅 도라노몬히루즈에키[*])은 도쿄도 미나토구 도라노몬에 있는 철도역이다.

## 역 구조

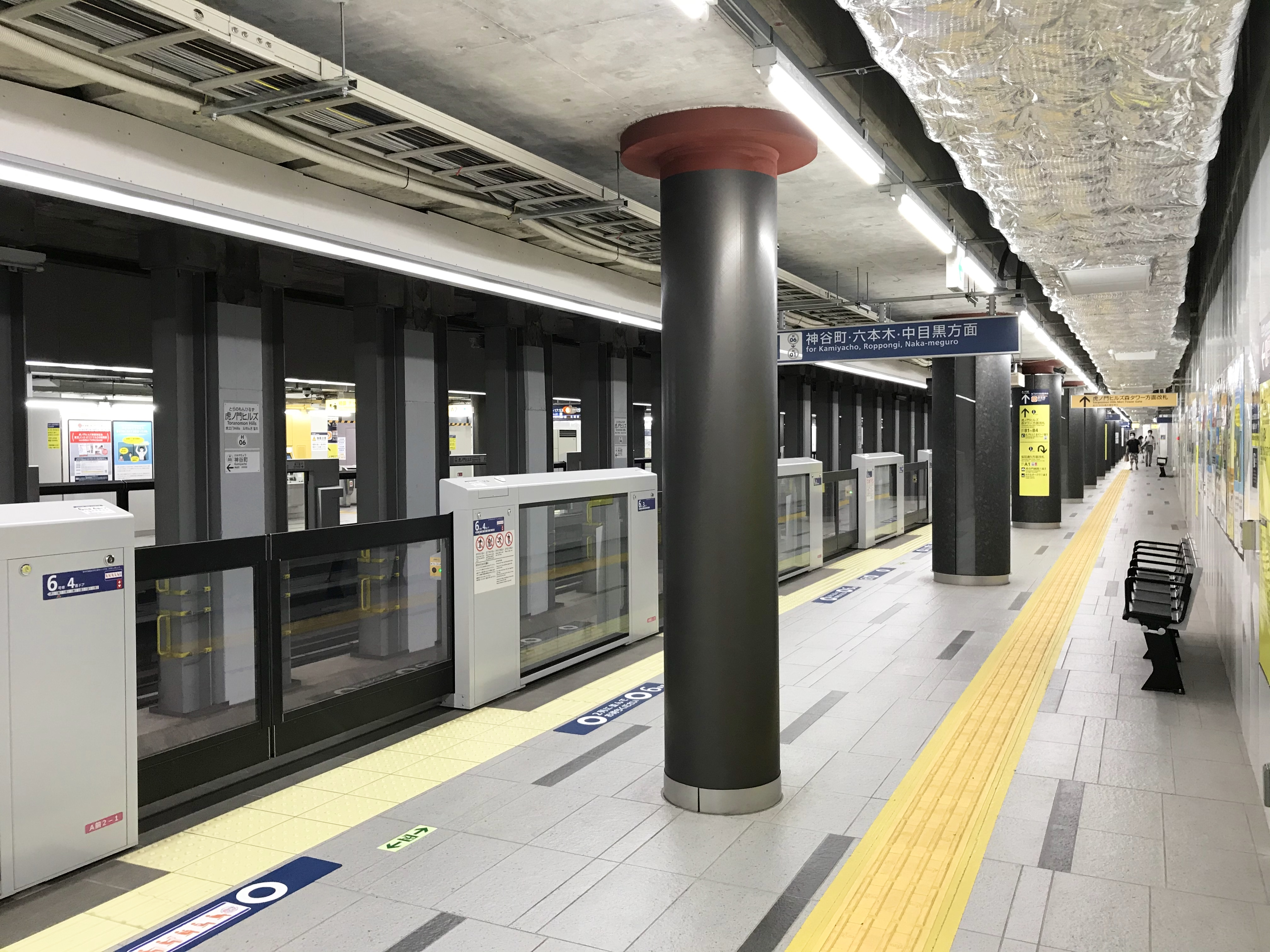
승강장 (2020년 6월 27일)

지하 2층 구조의 상대식 승강장 2면 2선의 지하역이며, 지하 1층에 개찰과 승강장이 있다. 스크린도어가 실치되어 있다.

### 승강장
| 1 | 히비야 선 | 롯폰기・에비스・나카메구로 방면             |
| 2 | 히비야 선 | 긴자・우에노・기타센주・미나미쿠리하시 방면 |

- 좌석지정열차 "TH라이너"는 당역은 구키 방면에서 열차에만 적용되며, 좌석지정 권없이 가능하다.[1][2]

## 역세권 정보
- 도라노몬 힐스

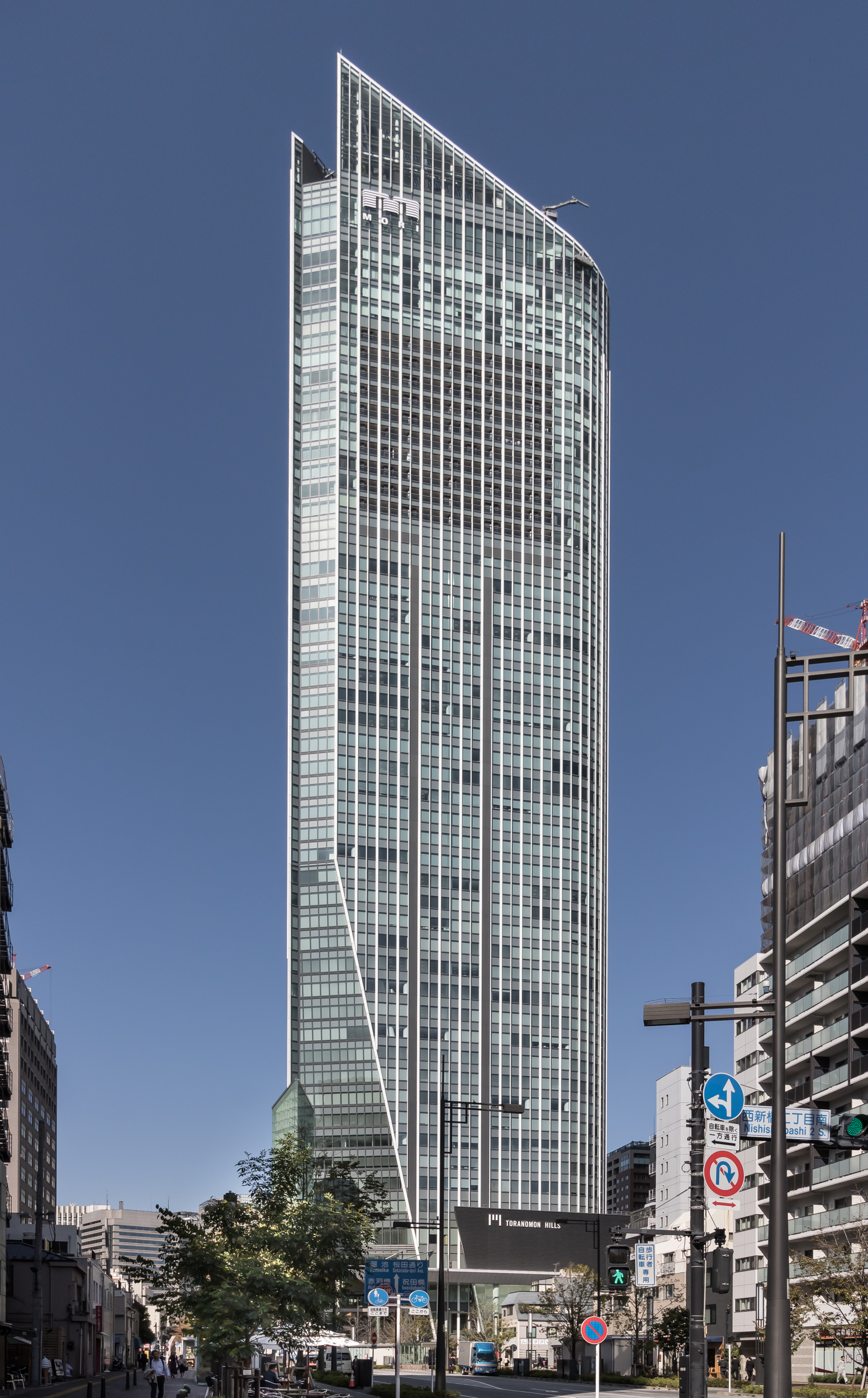
도라노몬 힐즈 모리타워

- 도라노몬 역(도쿄메트로 긴자선, 환승역)
- 가스미가세키 커먼게이트
- 문부과학성
- 금융청
- 특허청
- 가스미가세키 빌딩
- 일본재단
- 국도 제1호선

## 역사
- 2020년 6월 6일: 영업 개시.

## 갤러리

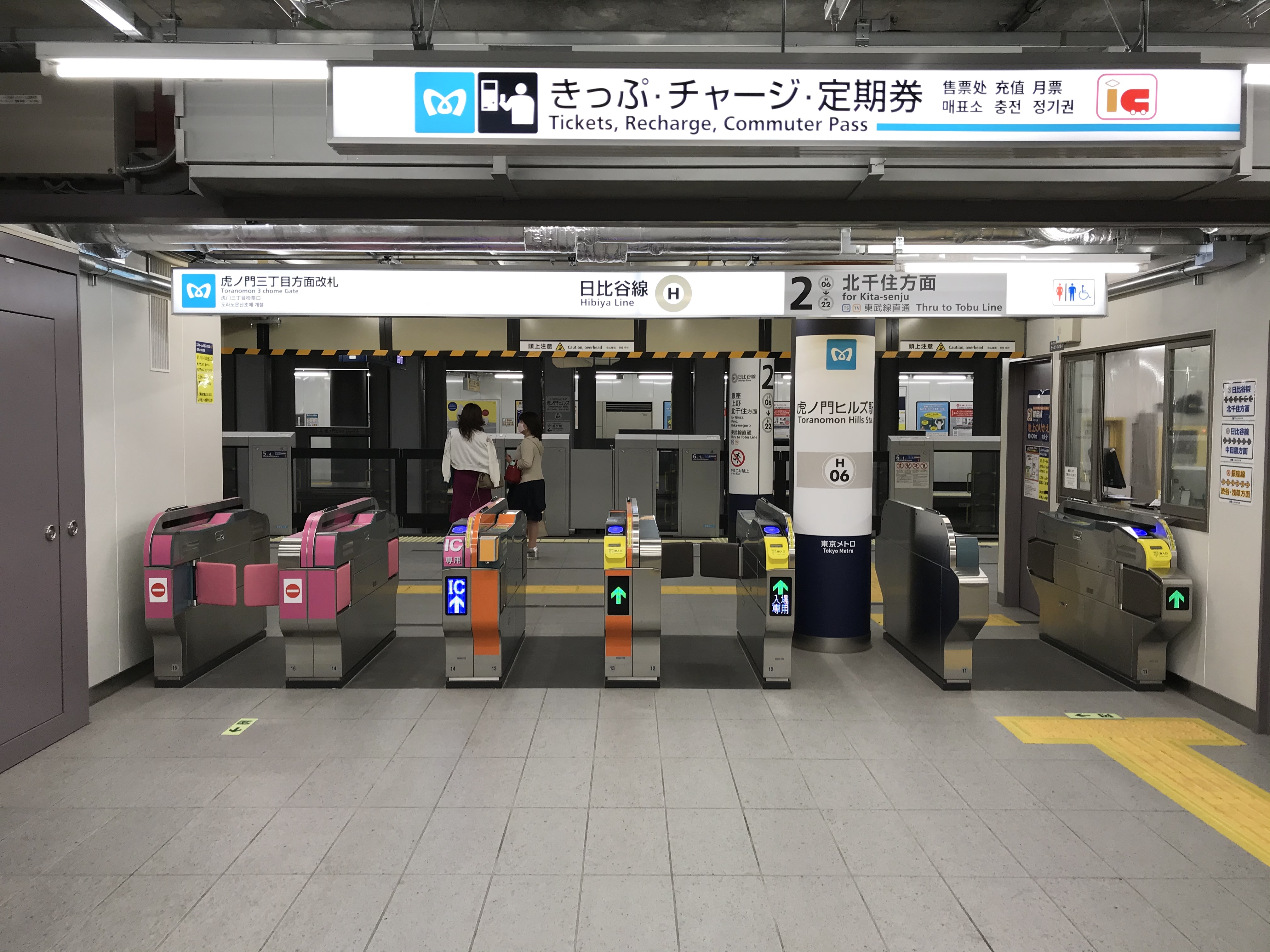
도라노몬 3쵸메 방면 개찰구 (2020년 6월 27일)
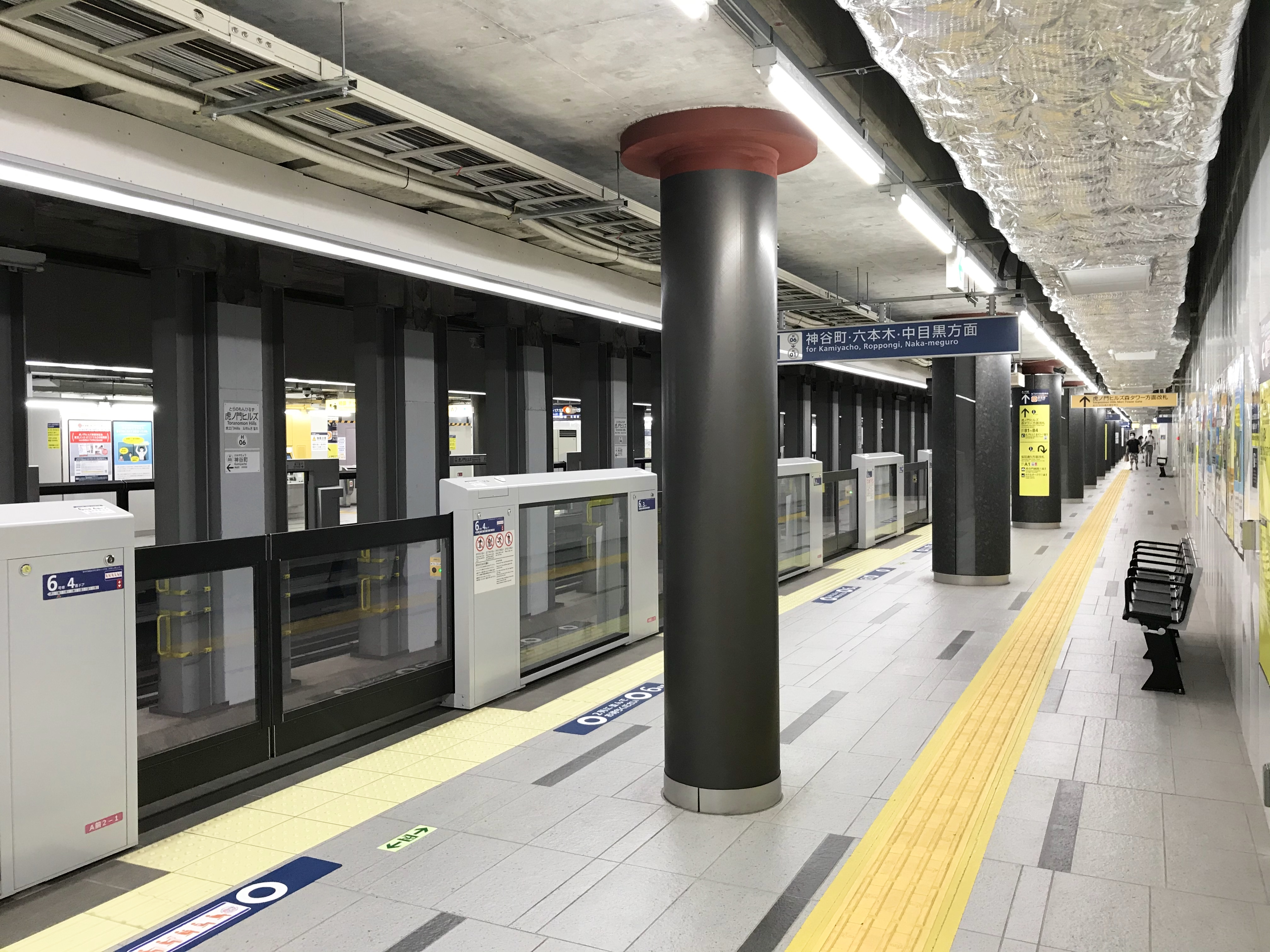
승강장 (2020년 6월 27일)

## 인접역
| 도쿄 메트로 2호선             | 도쿄 메트로 2호선 | 도쿄 메트로 2호선               |
| ----------------------------- | ----------------- | ------------------------------- |
| H 05 가미야초 나카메구로 방면 | 히비야 선         | 가스미가세키 H 07 기타센주 방면 |

## 같이 보기
- 도라노몬역